# Geschiedenis van Mongolië

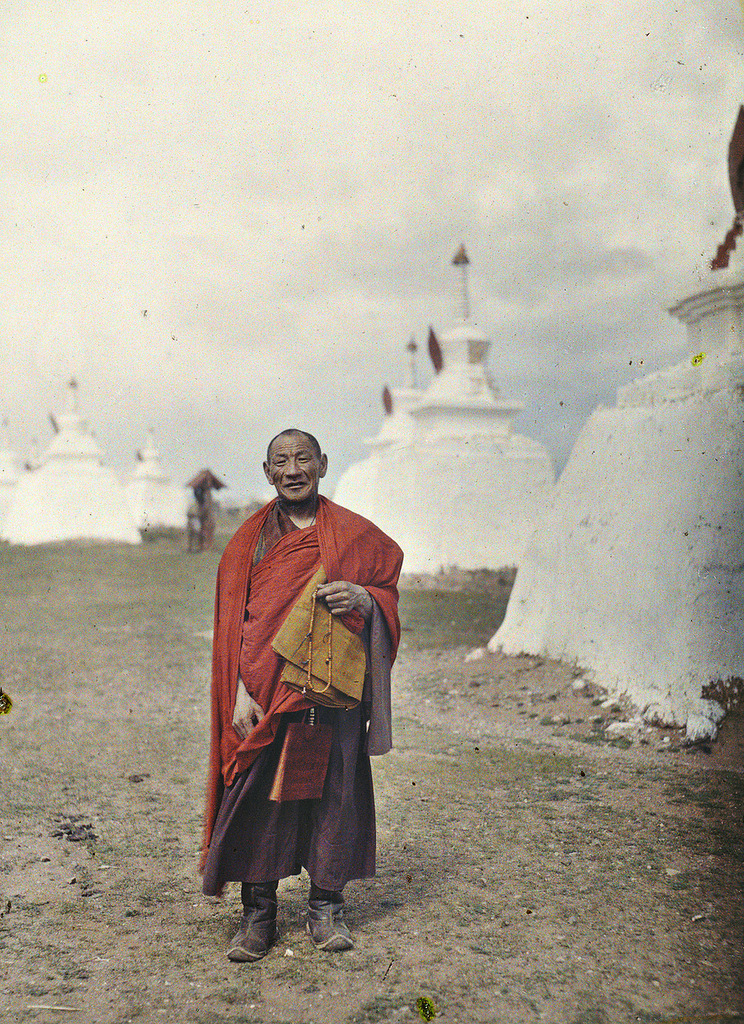
monnik in het Gandanklooster, 1913

De geschiedenis van Mongolië omvat de ontwikkelingen op het grondgebied van de huidige Mongoolse staat, vanaf de prehistorie tot het heden. 

## Onafhankelijkheid
Op 1 december 1911 verklaarde een onafhankelijke regering van Buiten-Mongolië het land autonoom van het revolutionaire China, maar deze autonomieverklaring werd niet door China erkend. Toen een Mongoolse delegatie het echter voor elkaar kreeg om Mongolië onder Russische bescherming te plaatsen (1912) zag de Chinese regering ervan af om Mongolië opnieuw te annexeren. Direct na de onafhankelijkheid werd de Bogd Haan (een tulku) Jebtsundamba koetoektoe (priester-koning) van Mongolië. In 1913 sloot het land een verdrag met Tibet inzake wederzijdse steun.
Tijdens de Eerste Wereldoorlog trachtte de Chinese generaal Soe (bijgenaamd 'Kleine Soe' vanwege zijn kleine gestalte) tevergeefs om Mongolië weer onder Chinees gezag te brengen. Een groep pro-Russische jonge Mongolen, onder leiding van Tsjoibalsan, wist Soe en zijn mannen in 1919 uit Mongolië te verdrijven.
Op 4 februari 1921 viel Mongolië in handen van een Baltische aristocraat: baron Roman von Ungern-Sternberg. Generaal Von Ungern, die meende een reïncarnatie te zijn van een lamaïstisch heerser, trad op als dictator en verdreef koetoektoe Jebtsundamba. Op 1 maart 1921 stichtten jonge revolutionaire Mongolen in het Russische Kjachta, nabij de Mongoolse grens de Mongoolse Volkspartij. De oprichters, Zamcarano, Tsjoibalsan, Dandzan en Soeche Bator, streefden naar een pan-Mongoolse staat (dat wil zeggen hereniging met de Mongoolse gebieden die in Sovjet-Rusland en China lagen), naar socialisme en nationalisme.
Met behulp van het Russische Rode Leger wisten zij in juli 1921 een einde te maken aan de bezetting van Mongolië door de Witte Legers van Ungern-Sternberg. De koetoektoe Jebtsundamba werd in zijn waardigheid hersteld, hoewel zijn macht drastisch werd ingeperkt. Held van de nieuwe staat was de stenograaf Soeche Bator, één der oprichters van de  Mongoolse Volkspartij, en tevens een van haar bestuurders. De Mongoolse Volkspartij werd de belangrijkste factor in de samenleving. In 1923 overleed de nationale held, Soeche Bator, op dertigjarige leeftijd. De revolutionairen van de Mongoolse Volkspartij doopten de hoofdstad Urga (Oerga) om in Ulaanbaatar (Oelan Bator), wat 'Rode held' betekent.

## Volksrepubliek Mongolië
Op 20 mei 1924 overleed de koetoektoe Jebtsundamba en werd de 'Volksrepubliek Mongolië' uitgeroepen. De naam van de Mongoolse Volkspartij werd veranderd in Mongoolse Revolutionaire Volkspartij (MRVP; Mongoolse afk. MAKN), die een duidelijk links en socialistisch programma aannam, hoewel nog niet marxistisch. De voorzitter van de Grote Staatshural (parlement) werd het staatshoofd van het land. In de loop van de jaren dertig werden Sovjet-kritische en niet-communistische elementen in de MRVP uitgerangeerd.
In 1935 verklaarde Gendoen, een oud-premier en lid van de MRVP, dat het sovjet-economische systeem (plan-economie) niet geschikt was voor Mongolië. Dit leidde tot zijn val en in 1937 werd hij terechtgesteld. De partij en de staat werden gezuiverd. Dit ging gepaard met de opkomst van maarschalk Chorloogijn Tsjoibalsan, een keiharde stalinist. Tsjoibalsan en diens aanhangers vernietigden een groot deel van de kloosters van het lamaïsme en maakte het gelovigen moeilijk om hun geloof te praktiseren. Daarnaast verdwenen veel monniken en nonnen in gevangenkampen. Ook intellectuelen werden gevangengezet en hard aangepakt. Vanaf halverwege de jaren dertig werd de landbouw gecollectiviseerd en werd het de nomaden dusdanig moeilijk gemaakt, dat zij niet meer konden rondtrekken door het land. Tijdens de Tweede Wereldoorlog vocht Mongolië aan de kant van de Sovjet-Unie.
In 1939 vond er een grensconflict plaats tussen het Mongoolse leger en de Japanners (die de Mongoolse grens waren genaderd tijdens hun veldtocht tegen China). De Mongolen werden bijgestaan door Russische troepen onder bevel van maarschalk Zjoekov. Dit korte gevecht leidde tot een zege voor het Mongoolse leger (dat ten opzichte van het inwonertal vrij groot was). Op 9 augustus 1945 erkende China de onafhankelijkheid van Buiten-Mongolië, waardoor de spanningen met dat land afnamen.
Tsjoibalsan, vanaf 1939 minister-president van het land, overleed in 1952. Zijn opvolger Tsedenbal voerde een gematigder beleid en er kwam langzaam maar zeker een einde aan het stalinisme. Sühbaataryn, de weduwe van Soeche Bator, was van 1952 tot 1954 voorzitster van het presidium van de Grote Staatshural (= staatshoofd). In 1958 werd Tsedenbal secretaris-generaal van de MRVP. Tijdens het conflict tussen China en de Sovjet-Unie koos Mongolië voor de laatste, wat weer leidde tot spanningen tussen China en Mongolië. Veel keus had Mongolië ook niet: het was volledig (economisch) afhankelijk van de Sovjet-Unie.
Vanaf de jaren zestig werd de Mongoolse cultuur weer opgewaardeerd en werd de rijke historie van het land opnieuw bestudeerd door geleerden, nadat het historisch onderzoek sinds het einde van de jaren twintig stil was gelegd. Op 11 juni 1974 ruilde Tsedenbal het eerste ministerschap voor het voorzitterschap van het presidium van de Grote Staatshural. Hoewel Tsedenbal in 1982 werd herkozen als secretaris-generaal van de partij, werd hij in 1984 afgezet door een groep gematigde communisten onder leiding van Jambyn Batmönh. Tsedenbal werd ook afgezet als staatshoofd. Batmönth werd zowel voorzitter van de Grote Staatshural als secretaris-generaal van de MRVP.

## Democratische revolutie en recente geschiedenis
Na Michail Gorbatsjovs opkomst in het Kremlin en diens perestrojka trachtte de staatsleiding in Mongolië om meer democratisering in te voeren. In 1989 werd Mongolië officieel een meerpartijenstaat.
In maart 1990 werd Gombojavyn Ochirbat partijleider van de MRVP en voorzitter van het presidium van de Grote Staatshural. Deze laatste functie werd echter vervangen door die van president. 'volksrepubliek' in de landsnaam van Mongolië werd vervangen door 'republiek'. Bij de verkiezingen bleef de MRVP de grootste partij. Van 1996 tot 2000 was dat de MNDP (Mongoolse Nationaal Democratische Partij).
In 1997 werd Natsagiyn Bagabandi (MRVP) president van Mongolië. De nieuwe leider van de MRVP werd Nambarin Enkhbayar, die een groot hervormingsproces uitvoerde wat uiteindelijk leidde tot lidmaatschap van de Socialistische Internationale. In 2000 won de MRVP 72 van de 76 de zetels in de Grote Staatshural, en minimaliseerde aldus de oppositie. Dit kon gebeuren met slechts 55 procent van de stemming door het kiesmannenstelsel waarbij elk gebied een kandidaat voor het parlement aanlevert. In 2004 werden de verhoudingen weer gelijk getrokken, waardoor voor het eerst een coalitieregering Mongolië ging besturen. Al snel waren er echter strubbelingen in de Democratische alliantie, die in januari 2005 uit elkaar viel. De regering blijft echter vooralsnog doorregeren.
Geschiedenis van:
Afghanistan · 
Armenië · 
Azerbeidzjan · 
Bahrein · 
Bangladesh · 
Bhutan · 
Brunei · 
Cambodja · 
China · 
Filipijnen · 
Georgië · 
India · 
Indonesië · 
Irak · 
Iran · 
Israël · 
Japan · 
Jemen · 
Jordanië · 
Joodse Autonome Oblast · 
Kazachstan · 
Kirgizië · 
Koeweit · 
Korea (Noord-Korea, Zuid-Korea) · 
Laos · 
Libanon · 
Maldiven · 
Maleisië · 
Mongolië · 
Myanmar · 
Nepal · 
Oezbekistan · 
Oman · 
Oost-Timor · 
Pakistan · 
Palestina · 
Qatar · 
Rusland ·  
Saoedi-Arabië · 
Siberië · 
Singapore · 
Sri Lanka · 
Syrië · 
Tadzjikistan · 
Taiwan · 
Thailand · 
Tibet · 
Toeva · 
Turkije · 
Turkmenistan · 
Verenigde Arabische Emiraten · 
Vietnam · 
Xinjiang
Midden-Oosten · Centraal-Azië · Zuid-Azië
- Library of Congress Control Number: sh87005678
- Nationale Bibliotheek van Israël: 987007529969705171